# 679

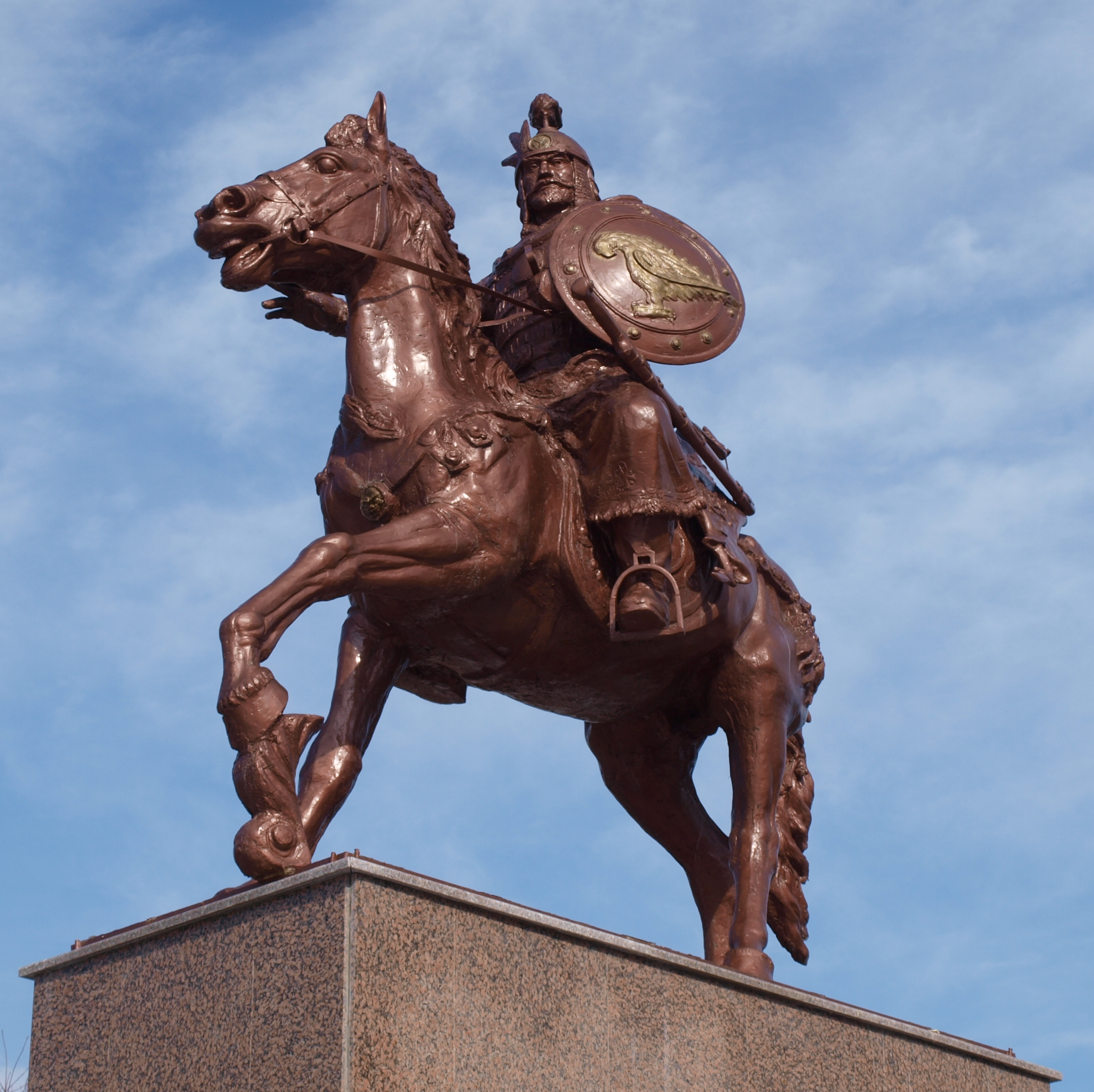
Monument van Asparoech van Bulgarije

Het jaar 679 is het 79e jaar in de 7e eeuw volgens de christelijke jaartelling.

## Gebeurtenissen

### Byzantijnse Rijk
- Byzantijns-Arabische Oorlog: Keizer Constantijn IV sluit een vredesverdrag met kalief Moe'awija I van de Omajjaden. Hij moet Constantinopel een schatting betaling van 3000 (nomismata) pond aan goud. De Arabische garnizoenen die zijn gevestigd langs de Byzantijnse kust moeten zich terugtrekken. Cyprus en Rhodos worden geëvacueerd.
- Turks-Mongoolse nomadische Bulgaren onder leiding van Asparoech vallen ten zuiden van de Donau het Byzantijnse Rijk binnen. Ze veroveren de Dobroedzja (huidige Bulgarije).

### Brittannië
- Koning Aethelred I verslaat aan de oever van de rivier de Trent het Angelsaksische leger onder bevel van koning Ecgfrith. Het koninkrijk Northumbria wordt weer verenigd, maar Lindsey (huidige Lincolnshire) wordt bij Mercia ingelijfd.

### Europa
- Koning Dagobert II ("de Jonge") wordt tijdens de jacht in de bossen van Stenay (Ardennen) door een van zijn bediendes (mogelijk in opdracht van hofmeier Ebroin) vermoord. Na een kort interregnum volgt zijn neef Theuderik III hem op en wordt koning van het gehele Frankische Rijk.
- Eticho I, hertog van de Elzas (Vogezen), sluit een verbond met de Austrasische hofmeier Pepijn van Herstal. Hij verliest hierdoor zijn hertogdom en familiebezit in Bourgondië.
- Sigebert IV, enige zoon van Dagobert II, moet vluchten en gaat in vrijwillige ballingschap in Rennes-le-Château (Zuid-Frankrijk).

### Azië
- De Thai migreren naar het noordwesten vanuit Tonkin (Vietnam) en stichten het koninkrijk Nan Chao. (waarschijnlijke datum)

## Religie
- Adomnán, Ierse geestelijke, wordt abt van Iona Abbey op het eiland Iona (Schotland).
- Georgius I volgt Theodorus I op als patriarch van Constantinopel.

## Geboren
- Zacharias, paus van de Katholieke Kerk (overleden 752)

## Overleden
- Amandus, bisschop van Maastricht (of 684)
- Dagobert II, koning van Austrasië
- Ethelreda (39), koningin van Northumbria